# Jirawat Makarom
Jirawat Makarom (thailändisch จิรวัฒน์ มัครมย์, * 7. Februar 1986 in Khon Kaen) ist ein thailändischer Fußballspieler.

## Karriere

### Verein
Jirawat Makarom stand von 2007 bis 2010 beim Singhtarua FC in der thailändischen Hauptstadt Bangkok unter Vertrag. Der Verein spielte in der ersten Liga des Landes, der Thai Premier League. Mit dem Verein gewann er 2019 den FA Cup und 2010 den Thai League Cup. Über Wuachon United FC wechselte er 2012 zu Buriram United. 2013 feierte er mit Buriram die thailändische Meisterschaft. 2012 und 2013 gewann er mit dem Verein den FA Cup und den League Cup. Mitte 2014 wechselte er zum Ligakonkurrenten BEC Tero Sasana FC. Hier stand er bis Mitte 2015 unter Vertrag. Nach 12 Erstligaspielen ging er Mitte 2015 zu seinem ehemaligen Verein Singhtarua FC, der sich mittlerweile in Port FC umbenannte. Die Hinserie 2016 wurde er an den ebenfalls in der ersten Liga spielenden Sisaket FC nach Sisaket ausgeliehen. Nach der Ausleihe unterschrieb er Mitte 2016 einen Vertrag beim Lampang FC. Mit dem Verein aus Lampang spielte er in der zweiten Liga, der Thai Premier League Division 1. In Lampang stand er bis Ende 2017 unter Vertrag. Der Erstligist Air Force Central aus Bangkok nahm ihn die Saison 2018 unter Vertrag. Am Ende der Saison musste er mit der Air Force in die zweite Liga absteigen. Nach dem Abstieg verpflichtete ihn der Drittligist Khon Kaen United FC. Für den Drittligisten aus Khon Kaen spielte er 22-mal in der dritten Liga, der Thai League 3. 
Seit Anfang 2020 ist er vertrags- und vereinslos.

### Nationalmannschaft
Jirawat Makarom spielte 2012 zweimal in der thailändischen Nationalmannschaft.

## Erfolge
Singhtarua FC
- Thailändischer Pokalsieger: 2009
- Thailändischer Ligapokalsieger: 2010

Buriram United
- Thailändischer Meister: 2013
- Thailändischer Pokalsieger: 2012, 2013
- Thailändischer Ligapokalsieger: 2012, 2013
- Kor-Royal-Cup-Sieger: 2013, 2014